# Gulpannad pärluggla
Gulpannad pärluggla (Aegolius harrisii) är en fågel i familjen ugglor inom ordningen ugglefåglar.

## Utbredning och systematik
Gulpannad pärluggla delas in i tre underarter:
- Aegolius harrisii harrisii – förekommer fläckvis från Colombia till Ecuador, Peru och Venezuela
- Aegolius harrisii iheringi – förekommer från östra Bolivia till Paraguay, östra Brasilien, Uruguay och nordöstra Argentina
- Aegolius harrisii dabbenei – förekommer i västra Bolivia och nordvästra Argentina (Tucumán, Salta och Jujuy)

## Status och hot
Arten har ett stort utbredningsområde, men tros minska i antal, dock inte tillräckligt kraftigt för att den ska betraktas som hotad. Internationella naturvårdsunionen IUCN listar arten som livskraftig (LC).  Världspopulationen är okänd, men den beskrivs som ovanlig och fläckvist utbredd.

## Namn
Fågelns vetenskapliga artnamn hedrar Edward Harris (1799-1863), amerikansk jordbrukare, naturforskare, filantrop och upptäcktsresande tillsammans med John James Audubon.